# Sonnenhöhe (Kürten)
Sonnenhöhe ist ein Wohnplatz in der Gemeinde Kürten im Rheinisch-Bergischen Kreis.

## Lage
Die Ortslage liegt an der gleichnamigen Straße südlich von Broich.

## Geschichte
Die Siedlung wurde nach dem Zweiten Weltkrieg an einem alten Verbindungsweg von Broich und Röttgen erbaut für heimatvertriebene Schlesier. Der Namensbestandteil Sonne galt als Symbol für den Neuanfang. Ab dieser Zeit ist die Ortslage auf allen amtlichen Karten verzeichnet. In den 1960er und 1970er Jahren kamen weitere Häuser hinzu.